# LeToya (álbum)
LeToya es el álbum debut lanzado el 25 de julio de 2006 de la cantante estadounidense de R&B LeToya Luckett.
El primer sencillo, Torn, fue un éxito en US alcanzando el número 2 en la lista de R&B/Hip Hop de Billboard en junio de 2006.She Don't, el segundo sencillo,acaba de ser lanzado y ya está escalando en las listas de R&B. "LeToya", el álbum, incluye sus sencillos promocionales lanzados en 2004 y 2005, "You Got What I Need" and "All Eyes On Me". LeToya coescribió 11 de los 15 cortes de disco. 
En la de agradecimientos LeToya escribió: "Beyoncé, LaTavia & Kelly I don't care what went on I love ya'll," (Beyoncé, LaTavia & Kelly, no me importa lo que pasó, os quiero) refiriéndose a los problemas que tuvo con algunas de sus excompañeras de Destiny's Child. 
El álbum alcanzó el #1 de la lista del Billboard 200 en U.S y el #1 de las listas de R&B, convirtiéndose en la segunda ex-Destiny's Child en conseguir un #1 en su debut

## Lista de canciones
| #   | Título                                                                                          | Length |
| --- | ----------------------------------------------------------------------------------------------- | ------ |
| 1.  | "Intro"                                                                                         | 0:56   |
| 2.  | "U Got What I Need" (Produced by Just Blaze)                                                    | 3:44   |
| 3.  | "So Special" (Produced by Teddy Bishop)                                                         | 3:30   |
| 4.  | "Torn" (Produced by Teddy Bishop)                                                               | 4:22   |
| 5.  | "What Love Can Do" (Produced by Cornerboyz)                                                     | 3:47   |
| 6.  | "She Don't" (Produced by Walter "Lil Walt" Millsap III)                                         | 4:04   |
| 7.  | "Tear Da Club Up" (H-Town Version) (Feat. Bun B And Jazze Pha) (Produced by Jazze Pha & Wine-O) | 3:49   |
| 8.  | "All Eyes On Me" (Feat. Paul Wall) (Produced by Jonathan "JR" Rotem)                            | 3:34   |
| 9.  | "Hey Fella" (Feat. Slim Thug) (Produced by Flash technology)                                    | 3:53   |
| 10. | "Gangsta Grillz" (Feat. Mike Jones & Killa Kyleon) (Produced by Terry "T.A." Allen)             | 3:50   |
| 11. | "Obvious" (Produced by Bryan Micheal Cox)                                                       | 3:55   |
| 12. | "I'm Good" (Produced by Scott Storch)                                                           | 3:24   |
| 13. | "This Song" (Produced by Jermaine Dupri)                                                        | 3:16   |
| 14. | "Outro'                                                                                         | 1:37   |
| 15. | "Torn" (So So Def Remix) (Feat. Mike Jones, Rick Ross & Nathan Miller) [*][Bonus Track]         | 7:07   |
| 16. | "Day in the Life of LeToya/Torn" [*][Multimedia Track]                                          |        |
| 17. | " Torn [So So Def Remix] [*] (Feat. Slim Thug)                                                  |        |

- Edición Japonesa & Limitada
  - "Somethin' 4 Ya" (3:38)
  - "No More" (4:05)
  - "Tear Da Club Up" (Original mix)

## Actuación en las listas
| Chart                        | Position | Sales    | Certification |
| ---------------------------- | -------- | -------- | ------------- |
| US Billboard 200             | 1        | +500.000 | Platino       |
| UK Top 75 Albums             |          |          |               |
| Australia ARIA Charts        |          |          |               |
| Japanese Oricon Album Charts | 37       | 18,702+  |               |

| Position | 1       | 5      | 11     | 20     | 29     | 44     | 38     | 55     |  |  |  |  |  |  |  |  |  |  |  |  |
| Sales    | 165,346 | 65,074 | 43,879 | 33,926 | 27,875 | 20,927 | 21,698 | 16,896 |  |  |  |  |  |  |  |  |  |  |  |  |

| U.S. Billboard Top R&B/Hip-Hop Albums chart trajectory |    |    |    |    |    |    |    |    |    |    |    |    |    |    |    |    |    |    |    |    |
| Week                                                   | 01 | 02 | 03 | 04 | 05 | 06 | 07 | 08 | 09 | 10 | 11 | 12 | 13 | 14 | 15 | 16 | 17 | 18 | 19 | 20 |
| Chart position                                         | 1  | 2  | 3  | 6  | 9  | 11 | 8  | 11 |    |    |    |    |    |    |    |    |    |    |    |    |

| Position | 66 |  |  |
| Sales    |    |  |  |